# The Fray: Live from SoHo
The Fray: Live from SoHo – koncertowy album grupy The Fray, wydany 7 kwietnia 2009 roku i dostępny wyłącznie poprzez iTunes. Nagrany został 3 lutego 2009 roku podczas sesji w nowojorskim SoHo. The Fray jako drugi artysta w historii dołączył do iTunes Music Pass. Fani, którzy wykupią ten pakiet oprócz standardowych sześciu utworów zawartych na płycie otrzymają ekskluzywnie m.in. cover utworu "Heartless" rapera Kanye Westa w wykonaniu zespołu.

## Lista utworów

### Wersja normalna
- "Absolute" - 3:56
- "Over My Head (Cable Car)" - 4:12
- "How to Save a Life" - 4:50
- "Enough for Now" - 4:26
- "You Found Me" - 4:08
- "Happiness" - 6:36

### Wersja specjalna iTunes Music Pass
- The Fray: Live from SoHo
  - "Absolute" - 3:56
  - "Over My Head (Cable Car)" - 4:12
  - "How to Save a Life" - 4:50
  - "Enough for Now" - 4:26
  - "You Found Me" - 4:08
  - "Happiness" - 6:36
  - "Say When" (w Webster Hall / wideo) - 5:13
  - "Heartless (Swinghouse Session)" - 4:14
- "Never Say Never" (wideo)